# 러시아 패럴림픽 위원회
러시아 패럴림픽 위원회(러시아어: Паралимпийский комитет России)는 러시아의 국가 패럴림픽 위원회이다. 1996년에 정식 설립되었으며 본부는 모스크바에 있다. 패럴림픽을 비롯한 국제 장애인 스포츠 대회에 참가하는 러시아의 선수들을 대표한다.

## 도핑 스캔들의 여파
국제 패럴림픽 위원회(IPC)는 2016년 7월 22일에 공개된 공식 성명을 통해 세계 반도핑 기구(WADA)의 독립적인 조사 보고서를 통해 러시아의 장애인 선수들이 금지 약물을 복용하는 도핑 행위를 자행했다는 사실을 확인한 다음에 러시아 패럴림픽 위원회에 자격 정지 처분을 내리는 방안을 검토하고 있다고 밝혔다. 국제 패럴림픽 위원회는 2016년 8월 7일에 공개된 공식 성명에서 국가 차원의 도핑 스캔들을 일으킨 러시아 패럴림픽 위원회에 자격 정지 처분을 내리고 러시아 선수단이 브라질 리우데자네이루에서 개최된 2016년 하계 패럴림픽에 참가하는 것을 금지시켰다. 필립 크레이븐(Philip Craven) 국제 패럴림픽 위원회 위원장은 "러시아 정부가 주도한 도핑 행위가 장애인 스포츠에 침투했다는 사실에 깊은 유감을 표한다. 이러한 행위들은 러시아의 반도핑 시스템이 선수들의 도덕성보다 메달을 중요하게 여길 정도로 부패했다는 사실을 입증한다."고 지적했다. 러시아 패럴림픽 위원회는 국제 패럴림픽 위원회의 자격 정지 결정이 정치적 결정에 따른 것이기 때문에 부당하다며 스포츠 중재 재판소(CAS)와 스위스 연방 대법원에 제소했으나 모두 기각당했다.
국제 패럴림픽 위원회는 2018년 1월 29일에 공개된 공식 성명을 통해 러시아 출신 장애인 선수들은 대한민국 평창에서 개최된 2018년 동계 패럴림픽에서 '중립 패럴림픽 선수'(Neutral Paralympic Athletes, NPA) 자격으로 참가한다고 밝혔다. 이에 따라 중립 패럴림픽 선수단은 대회에서 패럴림픽기와 패럴림픽 찬가를 사용했다. 국제 패럴림픽 위원회는 2019년 2월 8일에 공개된 공식 성명을 통해 러시아 패럴림픽 위원회가 세계 반도핑 기구의 보고서에 명시된 기준을 복원하는 조건으로 2019년 3월 15일을 기해 2016년 8월에 내려졌던 자격 정지 처분을 해제한다고 밝혔다.
세계 반도핑 기구는 2019년 12월 9일에 공개된 공식 성명을 통해 러시아 반도핑 기구(RUSADA)가 조작된 실험실 데이터를 조사관에게 넘겨준 사실을 확인하고 러시아에 대해 4년 동안 주요 스포츠 행사 참가를 금지하는 결정을 채택했다. 러시아는 세계 반도핑 기구의 결정에 불복해 스포츠 중재 재판소에 항소를 제기했다. 스포츠 중재 재판소는 2020년 12월 17일에 세계 반도핑 기구가 러시아에 부과한 징계를 줄이라는 판결을 내렸다. 이에 따라 러시아는 올림픽, 패럴림픽을 비롯한 각종 국제 대회에 참가하는 것이 허용되었다. 대신 2년 동안에 걸쳐 '중립 선수' 또는 '중립 팀'으로 참가해야 하며 러시아라는 국명, 국기, 국가는 사용할 수 없다. 이러한 결정은 선수단 유니폼에 '러시아'라는 국명을 표시하고 러시아의 국기 색상이 들어간 유니폼 디자인을 사용할 수 있도록 허용하지만 이름은 '중립 선수/팀'과 똑같이 우위를 점해야 한다. 또한 러시아 출신 선수단은 중립 선수단을 의미하는 기를 사용해야 한다.
국제 패럴림픽 위원회는 2021년 4월 26일에 공개된 공식 성명을 통해 스포츠 중재 재판소의 결정에 따라 러시아가 일본 도쿄에서 개최된 2020년 하계 패럴림픽, 중국 베이징에서 개최된 2022년 동계 패럴림픽에서 러시아 패럴림픽 위원회를 뜻하는 약자인 'RPC' 명의로 참가한다고 밝혔지만 위원회의 이름 자체는 대표단을 가리키는 데에 사용될 수 없었다. 이에 따라 러시아는 러시아 패럴림픽 위원회의 기를 사용했다. 또한 러시아 패럴림픽 위원회가 시상식에서 표트르 차이콥스키의 《피아노 협주곡 1번》을 러시아의 국가를 대신해서 사용하겠다는 계획을 승인했다.

## 2022년 러시아의 우크라이나 침공의 여파
국제 올림픽 위원회(IOC)와 국제 패럴림픽 위원회(IPC)는 러시아의 우크라이나 침공 첫 날인 2022년 2월 24일에 공개된 공동 성명을 통해 러시아의 올림픽 휴전 위반을 규탄했다. 국제 올림픽 위원회는 2022년 2월 28일에 공개된 공식 성명을 통해 "국제 스포츠 행사에서 러시아와 벨라루스 출신 선수들과 임원들의 참가를 금지하고 해당 국가들의 국호, 국기, 국가 사용을 금지할 것을 권고한다."고 밝혔다. 이는 벨라루스 국가 올림픽 위원회 관계자들이 자국 선수들에 대해 정치적 억압을 가했고 벨라루스가 러시아의 우크라이나 침공에 동조했기 때문이다. 또한 러시아는 국가 차원의 도핑 스캔들에 따른 세계 반도핑 기구(WADA)의 징계로 인하여 2019년부터 국제 스포츠 행사에서 국호, 국기, 국가 사용이 금지되어 있었다.
국제 패럴림픽 위원회는 2022년 3월 2일에 열린 긴급 집행위원회의 결정을 통해 "러시아와 벨라루스 출신 선수들은 2022년 베이징 동계 패럴림픽에서 패럴림픽기를 사용하는 중립 선수 명의로 참가할 예정이다. 다만 해당 국가 출신 선수들의 경기 결과는 메달 집계에서 제외된다."고 밝혔다. 하지만 몇몇 국가 패럴림픽 위원회가 해당 대회를 보이콧하겠다는 위협을 제기했을 정도로 비판 여론을 받게 되자 국제 패럴림픽 위원회는 2022년 3월 3일에 열린 긴급 집행위원회의 결정을 통해 러시아와 벨라루스 출신 선수들의 2022년 베이징 동계 패럴림픽 참가를 금지시키기로 결정했다. 2022년 11월 17일에는 국제 패럴림픽 위원회가 러시아·벨라루스 패럴림픽 위원회에 회원 자격 정지 처분을 내렸다.

## 같이 보기
- 러시아 올림픽 위원회